# Záblatské louky
Záblatské louky je přírodní rezervace poblíž obce Záblatí v okrese Jindřichův Hradec. Oblast spravuje AOPK ČR Správa CHKO Třeboňsko. Má rozlohu 108 hektarů. Důvodem ochrany je komplex porostů litorální vegetace, rašelinných a vlhkých kosených luk, na Třeboňsku již ojedinělé. Jde o pozůstatek bývalého rašeliniště, které na západním břehu Záblatského rybníka plynule přechází ve vlhké louky. Rostou zde například druhy ostřice (Carex), rákos (Phragmites), orobinec (Typha), kosatec žlutý (Iris pseudacorus) a jiné rostliny. Pestře je zastoupeno ptactvo - čírka modrá (Spatula querquedula), pochop rákosní (Circus aeruginosus), chřástal vodní (Rallus aquaticus), bekasina otavní (Gallinago gallinago) a další, žijí zde i obojživelníci např. skokan ostronosý (Rana arvalis) a v rašelinných kanálech se usadila vydra říční (Lutra lutra).